# モホーク航空40便墜落事故
モホーク航空40便墜落事故（モホークこうくう40びんついらくじこ）は、1967年6月23日に発生した航空事故である。エルマイラ・コーニング地域空港からロナルド・レーガン・ワシントン・ナショナル空港へ向かっていたモホーク航空40便（BAC 1-11 204AF）がブロスバーグに墜落し、乗員乗客34人全員が死亡した。

## 飛行の詳細

### 事故機
事故機のBAC 1-11 204AF（N1116J）は製造番号098として製造されて1966年に初飛行したばかりの新しい機体であった。エンジンはロールス・ロイス スペイ 506-14を搭載しており、総飛行時間は2,246時間であった。

### 乗員
機長は43歳の男性で、総飛行時間は13,875時間であり、その内603時間がBAC 1-11での飛行時間であった。
副操縦士は33歳の男性で、総飛行時間は4,814時間であり、その内667時間がBAC 1-11での飛行時間であった。

## 事故の経緯
40便はEDT14時39分頃にエルマイラ・コーニング地域空港の滑走路24から離陸した。5分後、40便は管制から高度16,000フィート（4,900m）まで上昇することを許可された。その9分後、ペンシルベニア州のマンスフィールドから南に向かって飛行中に、40便の尾翼の大きな破片が機体から分離して胴体から炎と煙が出ているのを複数人が目撃した。その後40便は制御不能となり、未舗装の道路のみが通っていた森林地域に墜落した。地上の死傷者は出なかったものの、この事故で40便の乗員乗客34人全員が死亡した。事故後にニューヨークの管制がパイパー PA-23を40便の遭難地点の上空に向かわせたところ、同機のパイロットは炎上している飛行機の残骸を視認したと報告した。
40便は91m×460mの範囲の木々をなぎ倒した。また、40便の尾翼は墜落地点から370m離れた地点で発見された。事故の目撃者の中には炭鉱の作業員もおり、彼らはすぐにブルドーザーを使用して1.5マイル離れた事故現場まで2本の道路を通した。
事故直後、モホーク航空の社長はFBIによる調査を要求した。社長はFBI長官へ宛てた電報の中で「事故の犠牲者の近親者への通知の過程で、40便に対する妨害行為を強く示唆する証拠が得られた。モホーク航空はFBIに妨害工作の可能性を調査するよう正式に要求する」と述べた。しかし、社長はその「証拠」の内容には触れなかった。

## 事故原因
NTSBは全面的な事故調査を開始した。その調査結果は以下の通りである。
40便の補助動力装置の逆流防止弁は完全に故障していた。このため、エンジンから排出された空気が誤った方向に流れた。この空気は十分な温度で排出され、そこで機体の構成部品に引火した。炎は瞬く間に機内の油圧システムに燃え移り、油圧ラインに沿って機体後部へと移動していった。そこで炎は尾翼に大きな損傷を及ぼしたため、機体はピッチコントロールを失って墜落した。

## 事故後
1967年7月、NTSBは連邦航空局に対して3つの安全勧告を行った。また、2017年6月23日には事故の犠牲者を追悼する記念碑が建立された。